# 스테인 스하르스
스테인 스하르스(Stijn Schaars, 1984년 1월 11일 ~)는 네덜란드의 전 축구 선수이다. 포지션은 미드필더이다.